# Parmenonta wickhami
Parmenonta wickhami là một loài bọ cánh cứng trong họ Cerambycidae.